# André Scala
André Scala (né en 1950 à Paris) est un professeur de philosophie.

## Biographie
Etudes de philosophie au centre universitaire expérimental de Vincennes.

## Publications
- Pieter de Hooch, Paris, Séguier, 1991  (ISBN 2-87736-185-3)
- Spinoza, Paris, Les Belles Lettres, coll. « Figures du savoir », 1998  (ISBN 2-251-76008-3)

- Berkeley, Paris, Les Belles Lettres, coll. « Figures du savoir », 2007  (ISBN 978-2-251-76057-5)
- Silences de Federer, Paris, Editions de la Différence, 2011  (ISBN 978-2-7291-1931-7)

- Flaubert et Bovary. Un livre sur rien écrit par personne, Paris, HDiffusion, 2021,  (ISBN 978-2363451224)
- Pieter de Hooch. Un Peintre à l'infinitif, Strasbourg, Studiolo, L'Atelier contemporain, 2022,  (ISBN 978-2-85035-077-1)

En collaboration
- avec Jackie Berroyer, Pas si vite !, Paris, Albin Michel, 2000  (ISBN 2-226-11121-2)

Contributions
- « Outre la philosophie... outre la République », in La République et l'école, textes choisis par Charles Coutel, Paris, Presses Pocket, coll. « Agora », 1991
- « La voce zoppa » in Carmelo Bene, Opere, con l'Autografia d'un ritratto, Milan, coll. « Bompiani », 2002  (ISBN 88-452-5166-7)
- « Traces » dans Herman de Vries, Fage Éditions, Lyon / Musée Gassendi, Digne-les-Bains, 2009  (ISBN 978-2849751480)
- « Anmerkungen zur Genese der Zwiefalt bei Heidegger » in Michael Friedman, Angelika Seppi, Martin Heidegger : Die Falte der Sprache, Verlag Turia + Kant, Wien-Berlin, 2017,  (ISBN 978-3-85132-864-6)

Traductions
- Préface, traduction et commentaires de Spinoza, Traité de la réforme de l'entendement, Paris, Presses Pocket, coll. « Agora », 1990  (ISBN 2-266-03765-X)
- Présentation et traduction (nouvelles)  de Spinoza, Traité de la réforme de l'entendement, Paris, Editions de l'Eclat, coll. « Eclats », 2013  (ISBN 978-2-84162-301-3)

## Scénarios
- Pas si vite !, réalisation: Alexis Bouriquet, présentation: Michel Field, auteur André Scala, 1996.
- Les Derniers Jours d'Emmanuel Kant, réalisation: Philippe Collin, scénario et dialogues tirés de Thomas de Quincey adaptés par André Scala, 1996 ; DVD, Les Films du Paradoxe, 2007.